# Naşide Gözde Durmuş
Naşide Gözde Durmuş (angepasst auf die deutsche Aussprache: Naschide Gösde Durmusch, * 1985 in Izmir) ist eine türkische Genetikerin.
Sie arbeitet im Gebiet der Nano- und Mikrotechnologie zur Bekämpfung von aktuellen Gesundheitsgefahren wie Krebs oder Resistenzen gegen Antibiotika. Die MIT Technology Review hat sie unter der Kategorie Pioniere im  Magazin "Innovators under 35" (dt. "35 Innovative unter 35") als einer der 35 jungen führenden Wissenschaftler gelistet.

## Leben
Durmuş wurde im Jahre 1985 in Izmir geboren. Ihren Bachelor mit der Spezialisierung auf Molekulare Biologie machte sie an der technischen Universität des Nahen Ostens in Ankara. Später erhielt sie ein Fulbright-Stipendium und zog daraufhin für ihre weitere Ausbildung in die Vereinigten Staaten.  2009 erhielt sie den Abschluss für den Master of Engineering von der Boston University. Den Ph.D. in biomedizinischer Technik erhielt sie von der Brown University im Mai 2013.
2014 nahm sie eine Stelle als Post-Doktorand  an der Stanford University und forschte dort in Zusammenarbeit mit Ronald W. Davis im Genom-Technik-Zentrum.
Derzeit bekleidet sie eine Stelle als Assistant Professor in Stanford.

## Forschungsthema
In ihrer Arbeit konzentriert sie sich auf Low-cost (bezahlbare) Nanotechnologie-Werkzeuge, die für die Diagnose und Behandlung von Krankheiten eingesetzt werden können. Beispielsweise analysiert sie die physikalischen Eigenschaften einer Zelle in einem Magnetfeld. So ist man in der Lage in einer kürzeren Zeit die Auswirkungen eines Medikaments  auf ein Mikroorganismus zu messen. Mit dieser Methode ist man in der Lage Krebszellen von gesunden Zellen zu unterscheiden.